# 聂国青
聂国青（1884年—1966年），湖北沔阳人，中华人民共和国政治人物。
担任湖北省人民政府副主席。1954年，当选第一届全国人民代表大会代表。